# Бабадаг (гора, Азербайджан)
Бабадаг (азерб. Babadağ — «дед-гора») — горная вершина в Губинском районе Азербайджана, на востоке Водораздельного хребта Большого Кавказа, близ истоков реки Карачай. Наряду с этим, у подножия горы Бабадаг берут свое начало реки Гёйчай, Гирдыманчай, Бабачай.  Высота — 3629,6 метров.

## Этимология
Тюркское и иранское слово баба означает «отец», но может употребляться и в значениях «дед», «прадед», даг — тюрк. гора, то есть название Бабадаг — «отец-гора», «дед-гора».

## Легенда
Гора Бабадаг почитаемое в народе место. Здесь расположено святилище «Хазрат Баба». По преданию на вершине горы был похоронен мудрый старец. Летом к вершине Бабадага совершают восхождение паломники. Кто-то ищет здесь исцеление, а кто-то хочет просто остаться наедине с дикой природой суровых гор.
По преданию, к пиру Баба могут взойти только непорочные люди. Семикратное восхождение к пиру на Бабадаг, приравнивается к паломничеству в сакральную Мекку. 

Так например, о горе Хазрат-Баба рассказывается подробно, что здесь какой-то святой слился с горой и исчез в ней. Никаких отличительных признаков у этой скалы нет. Несмотря на это сюда ежегодно собирается несколько сот или даже тысяч людей, преимущественно женщин, причем из Кубы паломники идут сюда во главе с муллой, выполняющим роль проводника и рассказчика о жизни и о последних часах жизни святого.

## Маршруты
Бабадаг одна из самых популярных в Азербайджане горных вершин. Восхождение на гору технически не сложное, но продолжительное. Самым живописным маршрутом по праву можно считать южную тропу, ведущую от деревни Чайговушан по лесистым берегам русла реки Гёйчай. Самой удобной для восхождения является тропа, проложенная от селения Лагич, по руслу реки Гирдыманчай. Она приводит в базовый лагерь, называемый в народе Курбангях. С севера существует два маршрута. Один из них ведет от селений Кархун и Рюк по руслу суровой реки Карачай. Другая тропа, наверное самая продолжительная из всех перечисленных, ведет вдоль берега реки Бабачай от селений Талыш и Дерк.